# Boeschepe
Boeschepe – miejscowość i gmina we Francji, w regionie Hauts-de-France, w departamencie Nord.
Według danych na rok 1990 gminę zamieszkiwało 1906 osób, a gęstość zaludnienia wynosiła 140 osób/km² (wśród 1549 gmin regionu Nord-Pas-de-Calais Boeschepe plasuje się na 380. miejscu pod względem liczby ludności, natomiast pod względem powierzchni na miejscu 156.).